# Jamestown (Kentucky)
Jamestown – miasto w Stanach Zjednoczonych, w stanie Kentucky, siedziba administracyjna hrabstwa Russell.